# تیم ملی فوتبال زیر ۲۰ سال پرو
تیم ملی فوتبال زیر ۲۰ سال پرو (انگلیسی: Peru national under-20 football team) یا تیم ملی فوتبال جوانان پرو، نماینده کشور پرو در مسابقات فوتبال جوانان آمریکای جنوبی و جهان است که زیر نظر فدراسیون فوتبال پرو فعالیت می‌کند.